# Музичний телеграф
Музичний телеграф — перший в історії електромеханічний інструмент винайдений американським телеграфістом Ілайшою Греєм в 1876.
Телеграф, що зародився у 1843 році, забезпечував майже миттєвий зв'язок між двома віддаленими
пунктами. Проте він міг передати одночасно тільки одне повідомлення. Для передачі більшої кількості даних Александер Белл задумав створити «музичний телеграф», який би передавав одночасно сім телеграм, по кількості музичних нот.
Грей помітив, що керуючи електричним вібратором, можна змінювати висоту звуку, який генерується телеграфом. Свій музичний телеграф він спорядив двооктавною клавіатурою. 14 лютого 1876 року він запатентував свій винахід. Але двома годинами раніше запатентував свій винахід Белл, який разом з Томасом Ватсоном, створили телефон. Цей пристрій міг передавати голос, а не тільки звук. Телефон став основним засобом зв'язку.
Технології музичного телеграфу Грея були використанні при створенні електромузичних інструментів.